# Jardín Botánico Bursa

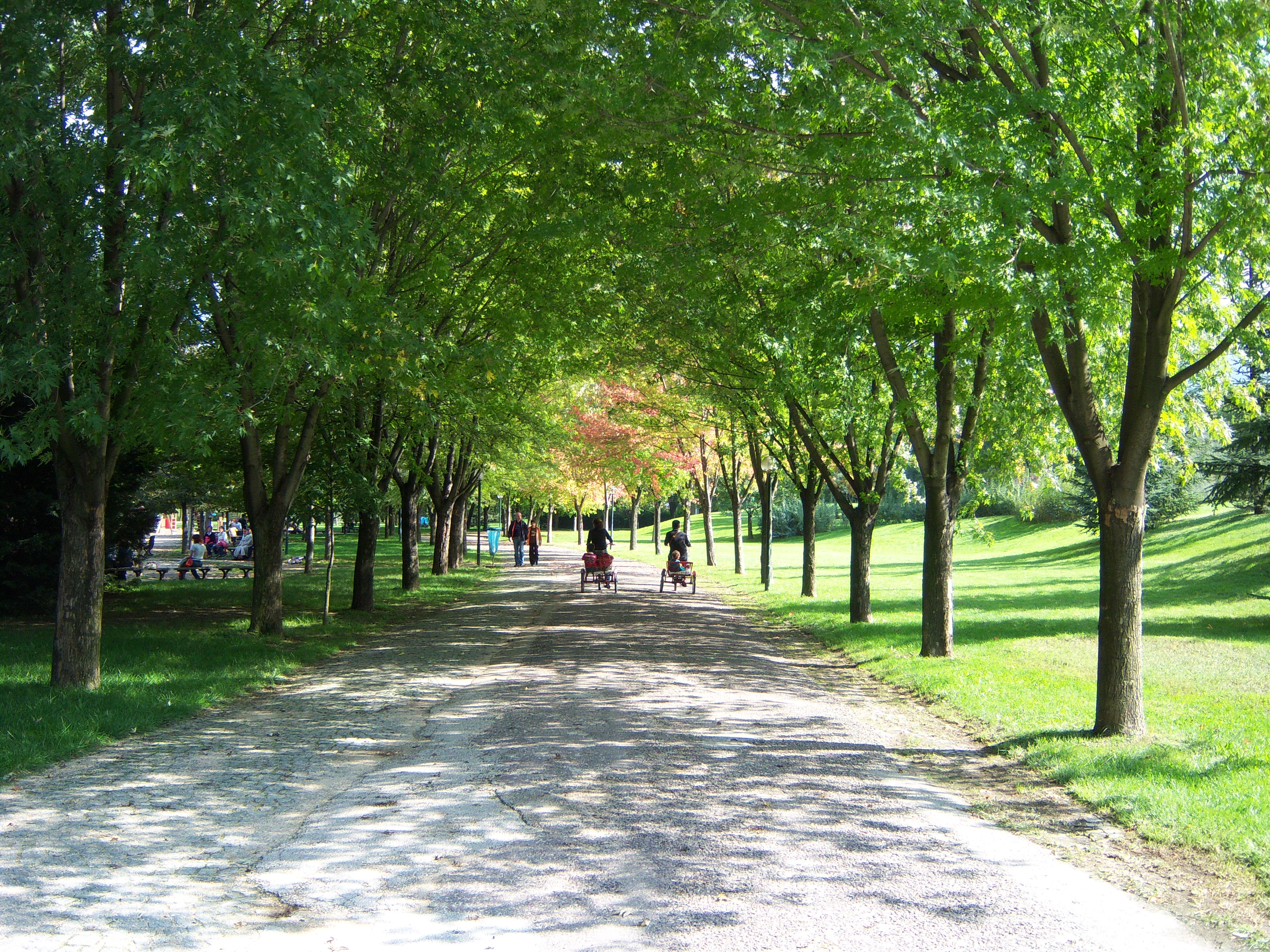
Sendero de paseo de bicicletas del Parque Botánico de Bursa.

El Parque Botánico de Bursa (en turco : Bursa Botanik Parkı) es un jardín botánico y zona de ocio de administración de los servicios de parques sociales de Estambul, que se encuentra entre Esmirna y Estambul. 

## Localización
Este parque botánico y de ocio se ubica junto a la carretera que une Esmirna con Estambul en la localidad de Bursa, junto al zoo.

## Historia
Este jardín fue acondicionado entre los años 1995 y 1998.

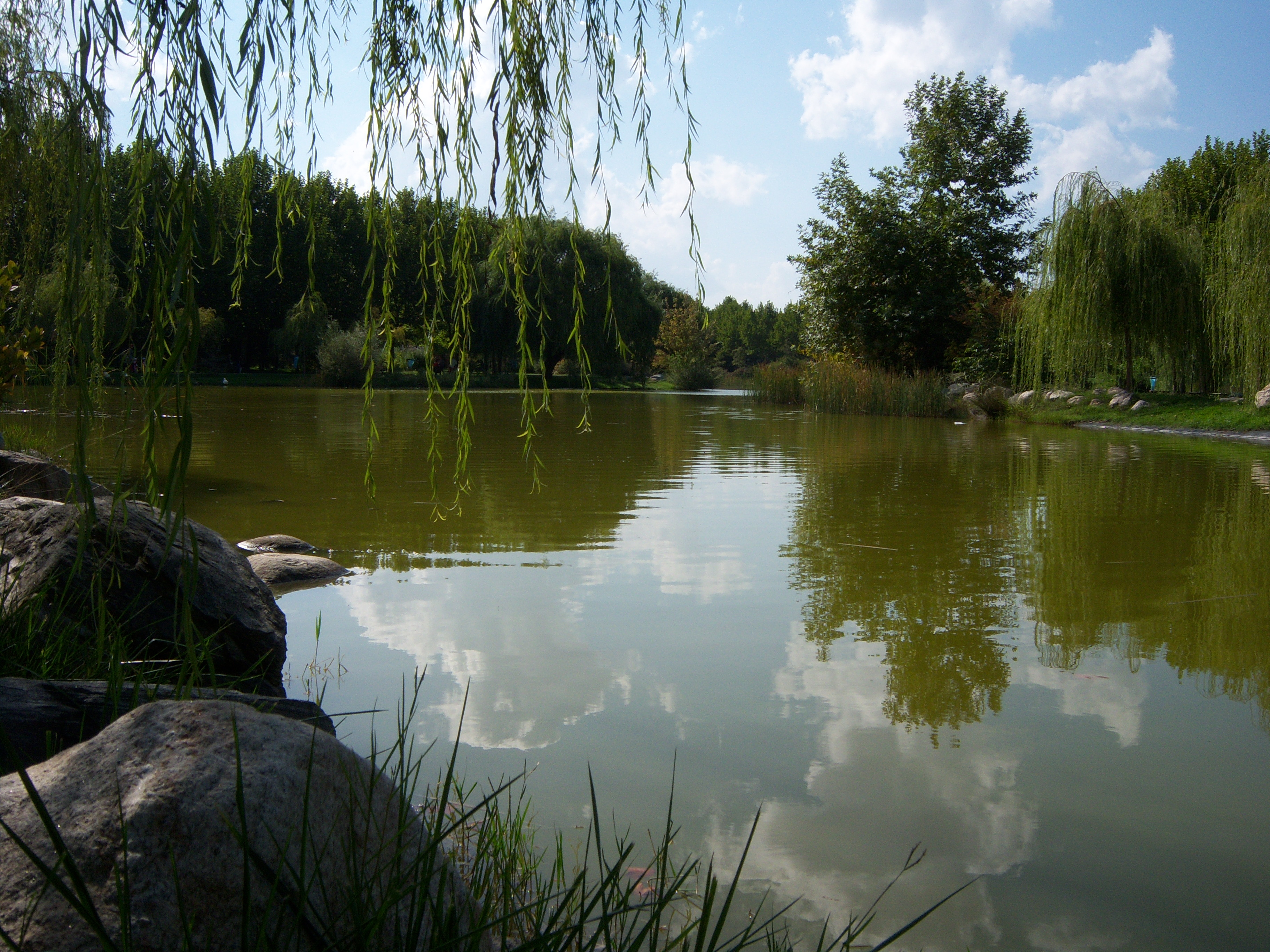
Lago del Parque Botánico de Bursa.

## Colecciones
Las plantas que se cultivan se agrupan en diferentes secciones,
- Jardín japonés,
- Jardín de estilo francés,
- Jardín de estilo inglés,
- Arboreto, 150 especies de árboles,
- Rosaleda con 26 especies de rosas,
- Rocalla,
- Jardín de los sentidos, con plantas fragantes
- Huerto, donde se cultivan las hortalizas y verduras más comunes de los huertos de la zona
- Lago, con plantas acuáticas y de humedales

Cada año se celebra el "Festival Internacional de los Tulipanes" con una plantación de unos 250000 bulbos de tulipanes.
Además hay varias instalaciones deportivas en el recinto para la práctica de tenis, fútbol, sendas de bicicletas (siendo posible alquilarlas en el interior del recinto), .